# ويل ماثيوز (لاعب دوري الرغبي)
ويل ماثيوز (بالإنجليزية: Will Matthews)‏ هو لاعب دوري الرغبي أسترالي، ولد في 30 مارس 1988 في Kyogle ‏ في أستراليا.